# Demokratická strana zelených

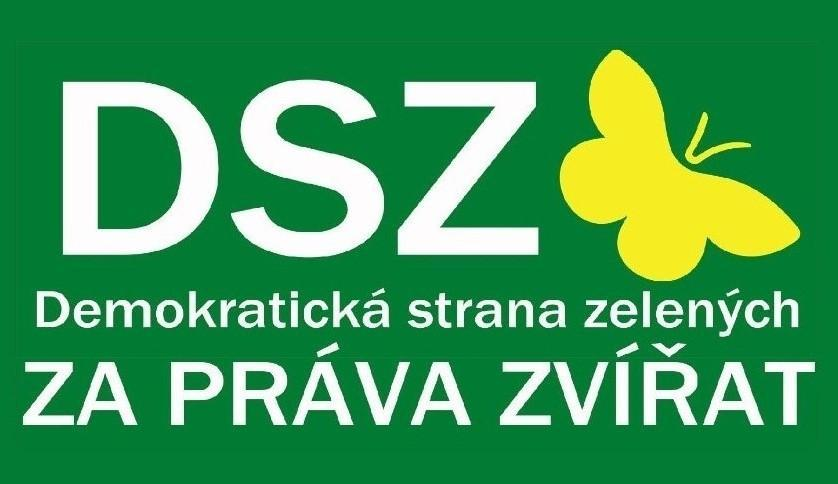
Parteilogo

Demokratická strana zelených (DSZ), deutsch Demokratische Partei der Grünen, ist eine 2009 gegründete politische Partei in Tschechien. Neben Strana zelených (Partei der Grünen) und Zelení (Die Grünen) ist es die dritte Partei des grünen Spektrums des Landes.

## Geschichte
Die Partei, die sich als bürgerliche Vereinigung mit einer starken Betonung der demokratischen Prinzipien, Abrüstung und friedlicher Koexistenz versteht, entstand nach internen Streitigkeiten, in denen der Führung der Partei der Grünen unter anderem Intoleranz und mangelnde politische Kultur vorgeworfen wurde. Die Registrierung erfolgte am 10. März 2009.
Die meisten Mitglieder kommen aus den Reihen der Partei der Grünen, darunter auch die Abgeordnete der Partei der Grünen, Olga Zubová, die zwar aus ihrer alten Partei ausgeschlossen wurde, das Mandat jedoch nicht niederlegte, wodurch die neue Gruppierung Demokratische Partei der Grünen bis zu den Parlamentswahlen in Tschechien 2010 im Abgeordnetenhaus vertreten war; Zubová war zuerst auch die Vorsitzende der neuen Partei. Kritiker der Partei führten insbesondere an, dass die Gründung, die kurzfristig vor den Wahlen zum Europaparlament (die Wahlen zum Abgeordnetenhaus 2009 wurden verschoben) stattfand, nur zur Zersplitterung und infolgedessen zum Scheitern der ganzen grünen Bewegung führen würde.
Der Vorsitzende der Partei ist seit dem 30. Juni 2012 Jiří Anderle.

## Wahlen
In den Wahlen zum Europäischen Parlament erzielte die Partei folgende Ergebnisse:
- 2009: 0,62 Prozent[4]
- 2019: 0,60 Prozent[5]

Bei den Wahlen zum Abgeordnetenhaus der Tschechischen Republik von 2021 beteiligten sich einige Mitglieder der Partei auf der gemeinsamen Kandidatenliste der Partei Aliance pro budoucnost (Allianz für die Zukunft); zusammen erreichten sie 0,21 Prozent der Stimmen.

## Grüne Parteien in  Tschechien
- Zelení (2017 aufgelöst)
- Strana zelených
- Demokratická strana zelených